# Нелаи
Нелаи — деревня в Заклинском сельском поселении Лужского района Ленинградской области.

## История
Впервые упоминается в писцовой книге Водской пятины 1500 года, как деревня Нелаи, в Дмитриевском Городенском погосте Новгородского уезда.
Деревня Нелая при озере Нелаевом, обозначена на карте Санкт-Петербургской губернии Ф. Ф. Шуберта 1834 года.

НЕЛАИ — деревня принадлежит: девице Анне Ефремовой, число жителей по ревизии:  12 м. п., 14 ж. п.

поручику Николаю Ефремову, число жителей по ревизии:  16 м. п., 17 ж. п.

мичманше Анне Скобельцыной, число жителей по ревизии:  12 м. п., 10 ж. п. (1838 год)

Как деревня Нелая она отмечена на карте профессора С. С. Куторги 1852 года.

НЕЛАИ — деревня господина Ефремова, по просёлочной дороге, число дворов — 10, число душ — 37 м. п. (1856 год)

Согласно X-ой ревизии 1857 года деревня состояла из трёх частей:

1-я часть: число жителей — 15 м. п., 20 ж. п.
  
2-я часть: число жителей — 10 м. п., 21 ж. п. (из них дворовых людей — 3 м. п., 6 ж. п.)

3-я часть: число жителей — 7 м. п., 8 ж. п.

НЕЛАИ (НЕЛАЯ) — деревня владельческая при озере Нелайском, число дворов — 17, число жителей: 82 м. п., 43 ж. п.; Часовня православная. (1862 год)

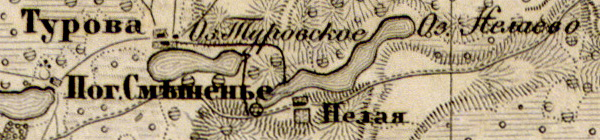
Деревня Нелаи на карте 1863 года

Согласно карте из «Исторического атласа Санкт-Петербургской Губернии» 1863 года деревня называлась Нелая.
В 1872 году временнообязанные крестьяне деревни выкупили свои земельные наделы у Н. М. Битюцкого и стали собственниками земли.
Согласно подворной описи Туровского общества Кологородской волости 1882 года, деревня состояла из трёх частей:
 
1) бывшее имение Ефремова, домов — 10, душевых наделов — 16, семей — 12, число жителей — 24 м. п., 26 ж. п.; разряд крестьян — собственники.
  
2) бывшее имение Белявской, домов — 12, душевых наделов — 7, семей — 7, число жителей — 20 м. п., 15 ж. п.; разряд крестьян — временнообязанные.

3) бывшее имение Аничковой, домов — 6, душевых наделов — 7, семей — 5, число жителей — 14 м. п., 14 ж. п.; разряд крестьян — временнообязанные.
В 1883 году временнообязанные крестьяне деревни выкупили свои земельные наделы у И. М. Аничковой.
В XIX веке деревня административно относилась к Кологородской волости 2-го земского участка 1-го стана Лужского уезда Санкт-Петербургской губернии, в начале XX века — 2-го стана.
По данным «Памятной книжки Санкт-Петербургской губернии» за 1905 год деревня Нелаи входила в Туровское сельское общество.
С 1917 по 1923 год деревня находилась в составе Нелайского сельсовета Кологородской волости Лужского уезда.
С 1923 года, в составе Туровского сельсовета.

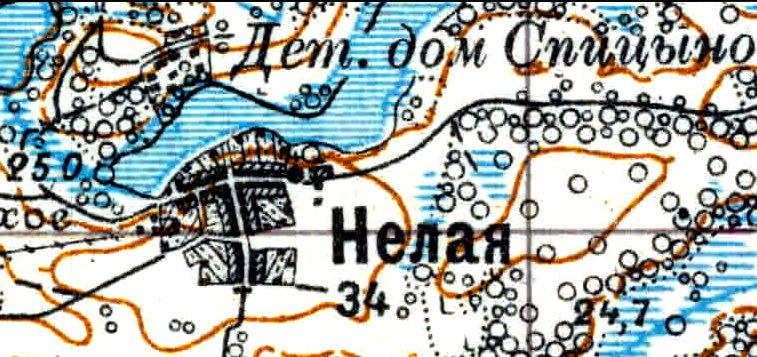
Деревня Нелаи карте 1926 года

Согласно топографической карте 1926 года деревня называлась Нелая и насчитывала 34 двора. На восточной окраине деревни находилась часовня.
С 1928 года, в составе Слапского сельсовета.
По данным 1933 года деревня Нелаи входила в состав Слапского сельсовета Лужского района.
C 1 августа 1941 года по 31 января 1944 года деревня находилась в оккупации.
В 1958 году население деревни составляло 156 человек.
По данным 1966, 1973 и 1990 годов года деревня Нелаи входила в состав Лужского сельсовета.
По данным 1997 года в деревне Нелаи Заклинской волости проживали 64 человека, в 2002 году — 70 человек (русские — 87 %).
В 2007 году в деревне Нелаи Заклинского СП вновь проживали 64 человека.

## География
Деревня расположена в юго-восточной части района близ автодороги 41А-004 (Павлово — Мга — Луга).
Расстояние до административного центра поселения — 7,5 км.
Расстояние до ближайшей железнодорожной станции Луга — 7 км.
Деревня находится на южном берегу Нелайского озера.

## Демография
| 1862 | 2007 | 2010 | 2017 |
| ---- | ---- | ---- | ---- |
| 125  | ↘64  | ↗77  | ↗93  |

## Улицы
Боровая, Кленовая, Луговая, Новые Нелаи, Озёрная, Полевая, Приозёрная, Рябиновая, Сосновая.

## Садоводства
Луга, Нелаи, Сосновое.